# Culpa teva
Culpa teva (títol original en castellà, Culpa tuya) és una pel·lícula de drama romàntic espanyola dirigida per Domingo González, basada en la sèrie Culpables de Mercedes Ron i protagonitzada per Gabriel Guevara i Nicole Wallace. És la continuació de Culpa meva (2023). S'ha doblat i subtitulat al català.

## Trama
El romanç entre en Nick i la Noah, que inicien la universitat i una carrera professional respectivament, s'enfronta a nous obstacles, entre els quals, una ex-xicota reivindicativa.

## Repartiment
- Nicole Wallace com a Noah[4]
- Gabriel Guevara com a Nick[4]
- Marta Hazas[5]
- Iván Sánchez[5]
- Victor Varona[5]
- Eva Ruiz[5]
- Goya Toledo com a Anabel[5]
- Gabriela Andrada com a Sofía[5]
- Álex Béjar com a Briar[5]
- Javier Morgade com a Michael[5]
- Felipe Londoño com a Luca[5]

## Producció
Culpa teva, seqüela de Culpa meva, es va rodar juntament amb la tercera entrega. El rodatge conjunt de les dues pel·lícules va acabar a Madrid el febrer de 2024. La pel·lícula és una producció de Pokeepsie Films (Álex de la Iglesia i Carolina Bang).
La pel·lícula s'estrenarà el 27 de desembre de 2024.